# Dengra

## Apellido Dengra español
Dengra es una derivación del apellido toponímico de Enguera (Valencia), que hasta el siglo XIX se denominó Énguera acentuándose en la primera E como aún sigue siendo en valenciano (Ènguera). En la formación del apellido, el topónimo “De Énguera” se ha escrito fusionado como Denguera y finalmente contraído como Dengra, llegando así a nuestros días.
La etimología de la palabra Énguera es objeto de controversia. En un estudio de la Historia de la Colombicultura Enguerina, publicado por Enrique Sarrión Aparicio, se afirma que era un término de la cultura sefardí que significaba "oscuro y vacío", lo mismo que denotaba Sorior, anterior denominación de la villa el año 714 en que pasó a llamarse Énguera. Sin embargo, en la obra Historia General de España, de Juan de Mariana, se postula que no sería inverosímil que Énguera pudiera derivar de la palabra arábiga Arghira, que es un nombre de distrito citado en documentos, pero no se ha hallado ninguna población que tuviese esa denominación.
La escritura original del apellido Dengra era Denguera, apellido toponímico con que fue registrado Pedro Juan Denguera (manuscrito como Pero Johan Denguera) en el Becerro (Libro de Repartimiento de tierras a los pobladores de Murcia en el siglo XIII), como repoblador en Benizar (Murcia), testimoniando su procedencia de la villa valenciana en consonancia con el resto de topónimos que aparecieron igualmente como apellidos de otros repobladores conforme a su lugar de origen. El apellido toponímico se transmitió así escrito a sus descendientes, llegando así a varias localidades de Murcia y Albacete, y en concreto a Yeste (Albacete), de donde pasó finalmente a Huéscar (Granada).
En Huéscar, se siguió escribiendo como Denguera durante muchos años, pero la singularidad del apellido y su entonación en la primera E, en una época en la que no se acentuaban las palabras, provocó que apareciera escrito de distintas formas en los documentos históricos de la ciudad. En la Concordia de Huéscar de 1590 puede comprobarse cómo, para las mismas personas, el apellido aparece escrito como de Enguera, Denguera y Dengra. La forma contraída Dengra apareció a mediados del siglo XVI y fue imponiéndose a las otras. Las primeras generaciones en Huéscar contribuyeron a este hecho firmando y utilizando la forma corta del apellido. Véase, por ejemplo, que el huesquerino Domingo Denguera ya firmaba en 1572 como Domingo Dengra.
El apellido Dengra nace en Huéscar, y todos los descendientes proceden una misma familia, la de Diego Denguera, procedente del linaje de los Éngueras (o Dengueras) de Yeste. Hay una expresión popular en Huéscar: “Todos los Dengra se tocan” en referencia a esta peculiaridad. Los miembros de esta familia permanecieron en Huéscar y sus localidades cercanas hasta el siglo XIX, fundamentalmente en las localidades granadinas de fundamentalmente en Baza (Granada) y Castril y resto de la comarca, momento a partir del cual muchos participaron en la gran emigración de andaluces a Argentina, Cataluña, Baleares y en menor medida a otros lugares.
En cuanto a la procedencia de Yeste, queda constancia de ella en el documento notarial Recibimientos y repartimientos de maravedíes a los Nobles hechos por esta ciudad de los años de 1648 - 649 - y otros del Archivo Municipal de Huéscar, donde el huesquerino Juan Denguera de Mendoza, hijo de Ginés Denguera y nieto del anteriormente citado Domingo Denguera, reclamaba y recuperaba la consideración de noble para él y sus hermanos, de acuerdo a la lista y memoria en la villa de Yeste de los hombres nobles caballeros hijosdalgos que incluye a los Dengueras, sus ascendientes. Estos a su vez serían descendientes de Pedro Juan Denguera, el repoblador llegado a Benizar (Murcia) desde Enguera (Valencia) en el primer repartimiento de Murcia. 
Las primeras generaciones se documentan en Murcia, apareciendo en padrones de caballeros de cuantía de la ciudad de Murcia entre los años 1445 y 1491 referencias a Pedro Denguera, Juan Denguera, Domingo Denguera, y Diego Denguera. De la posterior presencia en Yeste tenemos registrada la casa de los hijos de Juan Denguera en un documento de visitadores en 1480, y en la Relación de la Villa de Yeste, encargada por el rey Felipe II en 1575 recopilando hechos históricos notables, se describe cómo, en 1479, Juan Denguera en defensa de su villa desde la muralla derribó del caballo al caudillo de Baza durante un ataque musulmán, provocando el retroceso de sus tropas. El primer registro que aparece en Huéscar fue en el Padrón de Cristianos Viejos de 1510, donde figura la viuda de Diego Denguera, probablemente hijo del anterior Juan Denguera que habitaba en Yeste. En las primeras generaciones en Huéscar predominaron los nombres Pedro, Juan, Domingo y Diego en los hijos varones en clara alusión a sus antecesores y familiares. 
Esta información es el resumen de años de investigación desde la página del Apellido Dengra, creada por José Luis Dengra Barroso, contando con la colaboración de numerosos estudiosos e interesados, entre los cuales destaca Agustín Gallego Chillón, por sus abundantes aportaciones documentales y transcripciones de papiros históricos desde Huéscar. 
- Padrón de los cristianos viejos de Huéscar. Archivo Histórico Municipal de Huéscar (Transcripción por D. Gonzalo Pulido Castillo). 1510.
- Alcabalas de Huéscar. Archivo Histórico Municipal de Huéscar (Transcripción por D. Agustín Gallego Chillón). 1547.
- Concordia de Huéscar de 1590. Archivo Histórico Municipal de Huéscar (Transcripción por D. Agustín Gallego Chillón). 1590.
- Libro Capitular de Huéscar de 1664. Archivo Histórico Municipal de Huéscar (Transcripción por D. Agustín Gallego Chillón). 1664.
- Recibimientos y repartimientos de maravedíes a los Nobles hechos por esta ciudad de los años de 1648 - 649 - y otros. Archivo Histórico Municipal de Huéscar (Transcripción por D. Agustín Gallego Chillón). 1662.
- Becerro del Repartimiento de tierras a los pobladores de Murcia, 1257-1271. Archivo Municipal de Murcia. Proyecto Carmesí. 1271.
- Aurelio Cebrían y José Calvo Valero. Relaciones topográficas del Reino de Murcia (1575-1579).
- Relación de la Villa de Yeste, encargada por el Rey Felipe II en 1575. 1575.
- Padrón de vecinos cuantiosos de Murcia, 1450-1460. Archivo Histórico de la Región de Murcia. Proyecto Carmesí. 1460.
- Padrón de vecinos de Murcia, 1460-1470. Archivo Histórico de la Región de Murcia. Proyecto Carmesí. 1470.
- Padrón de vecinos de Murcia, 1485. Archivo Histórico de la Región de Murcia. Proyecto Carmesí. 1485.
- Antonio Ballesteros Beretta. La Reconquista de Murcia por el infante Don Alfonso de Castilla. Archivo Histórico de la Región de Murcia. Proyecto Carmesí.
- Carta de venta de Juan de Enguera a Rodrigo de Roda y a su mujer Juana de Macián, de unas casas en la colación de Santa María la Mayor con cargo de 300 maravedís de censo anuales. Archivo Histórico de la Región de Murcia. Proyecto Carmesí.
- Carta del concejo de Orihuela a Diego Fajardo y al concejo de Murcia sobre el robo cometido a ciertos vecinos de Orihuela, Archivo Histórico de la Región de Murcia. Archivo Histórico de la Región de Murcia. Proyecto Carmesí.

## Escudo de armas del apellido Dengra
En el libro Repertorio de blasones de la comunidad hispánica, Volumen 1, escrito por Vicente de Cadenas y Vicent en 1985, Instituto Luis de Salazar y Castro, se documenta un blasón para el apellido Dengra, así descrito:
DENGRA: Radicado en Cáceres, Madrid y Puerto Rico.
En sinople, un nogal al natural, fileteado de oro y frutado de lo mismo.
Esta información se amplía en otras fuentes:
DENGRA: En campo de sinople un nogal, fileteado de oro y frutado de lo mismo timbrado por un yelmo en plata
- Repertorio de blasones de la comunidad hispánica, Volumen 1. Instituto Luis de Salazar y Castro. 1985.

## Linajes y escudos del apellido De Enguera
En relación con el apellido toponímico De Enguera, Denguera o Enguera, hubo varias familias que llevaron este apellido en diversas partes de España.
Por un lado, tenemos la familia de apellido Denguera originada en Benízar (Murcia), y con presencia posterior en Murcia, Yeste y Huéscar donde adoptó la forma contraída como Dengra que prevaleció, si bien hay registros eclesiásticos en la provincia de Albacete que muestran que siguió usándose la forma Denguera e incluso como Enguera, en una menor proporción. Por otro lado, aparecen personas en otros lugares que llevaron este mismo topónimo como apellido, y aún se está por determinar cuáles de ellas guardaban relación de parentesco con el linaje Denguera citado anteriormente. Constan estas personas con el apellido De Enguera antiguo en localidades de Valencia y Murcia, y también en Aragón y Cataluña.
El personaje más famoso fue Fray Juan de Énguera, prelado español del siglo XV y principios del XVI, natural de Valencia, quien se formó en el Convento de San Onofre (Museros, Valencia). Llegó a ser obispo en varias diócesis (Vic, Lleida y Tortosa), hombre de confianza del rey Fernando el Católico, del que fue consejero, confesor y embajador en varias ocasiones, y también ocupó el cargo de Inquisidor General del Reino de Aragón. Aparece en varias fuentes que Juan de Enguera, antes de morir, se ocupó de que se construyera una muy buena capilla en la Iglesia de su Convento de San Onofre con un maravilloso retablo en honor de San Vicente Ferrer que quiso bautizar como la capilla "de los Éngueras". Falleció en Valladolid el 15 de febrero de 1515.
Se documenta un blasón con la siguiente descripción en el Nobiliario de Vilar y Psayla:
ENGUERA: De gules, una montaña de oro, y sobre ella dos lanzas al natural, en aspa, que atraviesan un meguante de plata y en el centro del jefe una estrella de oro de seis puntas.
La transcripción del Archivo de Protocolos de Valencia muestra a Jaume d'Ènguera como notario de Benicarló (Castellón) en el año 1473. No dice nada más respecto a su persona.
Según una página del Ayuntamiento de Murcia, Juan de Énguera (por determinar a cuál de ellos se refieren, si al Juan Denguera de Yeste, al prelado, o a otro) fue el censatario de Cañadas de San Pedro, pedanía murciana, en el año 1485, momento histórico del segundo reparto de tierras tras la reconquista de Murcia por los ejércitos cristianos. En el libro La Economía Concejil Murciana en 1479-1480, de Ángel Luis Molina, se menciona que, en 1479, con motivo del nacimiento del Príncipe D. Juan, y entre otros festejos, se realizó una exhibición de garrocha como se demuestra por el pago de dos mil maravedíes que el Concejo libró a Juan de Énguera por un "toro para agarrochar". 
Hubo un linaje en Aragón, con casa infanzona en Épila (Zaragoza), y de la que hubo un escudo de piedra en el Convento de la Concepción, muy deteriorado y que desapareció a mediados del siglo XIX, citado en el Nobiliario de Miguel de Salazar. El origen genealógico de este linaje, antes de establecerse en Épila, estuvo en Cariñena (Zaragoza), donde residían Pedro Antonio de Énguera, Josef de Énguera, y Pedro Josef de Énguera, cuyo hijo Pedro Antonio de Énguera se trasladó a Épila, y en su descendencia hallamos caballeros hijosdalgos y personajes notables, entre ellos:
- Pedro José de Énguera, Privilegio de Caballero en Zaragoza el 22 de septiembre de 1642, con firma infanzona el 4 de mayo de 1677, casado con Isabel Arazuri.
- Pedro Francisco Frontonio de Énguera Arazuri, hijo del anterior, nacido en Épila el 16 de abril de 1657.
- Gregorio de Énguera. Hijo del anterior. Caballero hijodalgo del Corregimiento de Zaragoza, con firma titular ganada por su padre en 1677 y firma sobre carta el 27 de noviembre de 1750.
- Francisco Antonio de Énguera. Hermano del anterior, nacido en Épila el 9 de octubre de 1680. Caballero hijodalgo y Alcalde 1º de la villa de Épila en 1737. Casado en 1718 con Cándida Ortiz de Velasco, nacida en Aranda el 31 de agosto de 1698. Hijos: Manuel, Francisco, Valero, Joaquín, Isabel, Matías, Sor Salvadora y Cándida.
- Cándida de Énguera Ortiz de Velasco, hija del anterior, nacida en Épila el 28 de septiembre de 1724, casada en 1751 con Joaquín de la Justicia y Mur, natural de Borja y regidor de dicha localidad.
- Francisco de la Justicia y Énguera, nacido en Borja (Zaragoza) el 29 de enero de 1755, Diputado a las Cortes por la ciudad de Borja, Caballero y Regidor de Clase de Nobles.
- Pedro de Énguera y Ortega, nacido en Alcañiz (Teruel) en 1735, que fue maestro de matemáticas de los pages del Rey Felipe IV, y del Real Cuerpo de Artillería, astrónomo y autor de varias obras científicas.
- Pablo de Énguera, nacido en Alcañiz (Teruel) y pariente cercano del anterior. También escribió obras de astronomía y matemáticas.

Sobre los posibles antecesores de este linaje, constan algunas personas con el apellido de Énguera en el reino de Aragón con anterioridad, y alguna de ellas pudiera estar emparentada con los que se asentaron en Cariñena y posteriormente en Épila:
- Beltrán de Énguera, botellero del rey Pedro IV de Aragón en 1344 según una carta escrita por el propio rey que se detalla en el apartado de personajes.
- Juan de Énguera, escribano en Zaragoza en 1446, según las Fuentes Históricas Aragonesas, donde se le menciona (con una errata en el apellido, que aparece como Engueras).

En Cataluña, también se menciona una familia Enguera areño catalana del siglo XVIII. En la obra Historia civil, natural y eclesiástica de Titaguas (Valencia), D. Simón de Rojas Clemente y Rubio, naturalista que realizó numerosos e importantes estudios e investigaciones de historia natural, postula la existencia de un linaje de Éngueras areño-catalán, siendo areño el gentilicio de Aras de los Olmos (Valencia).
Hace mención a José Énguera, natural de Aras, hijo de un Énguera catalán que se fue a Requena (Valencia) y luego a Landete (Cuenca), marchantes ambos, casado con María Moreno de Titaguas. Este matrimonio tuvo allí una tienda entre los años 1771 y 1774 ubicada en la casa número 3 de la era de Peña, atendiendo allí mismo su mujer la costura. Luego se trasladaron a Moya (Cuenca) y tuvieron dos hijos:
- Un hijo llamado también José, que se casó y puso una tienda en Landete, y tuvo una única hija.
- Otro hijo Andrés, que ha sido el Padre Andrés de Aras, capuchino, fallecido en su convento en Valencia en 1824, que predicaba el bien y había estado en las Américas.

Alude a otro Énguera casado en 1749 con una titagüeña, pero este último sería de otra rama familiar, siendo sólo los anteriormente descritos pertenecientes a los Énguera areño-catalanes, extinguiéndose éstos en Landete.
La publicación de D. Simón de Rojas pone de manifiesto la existencia de una rama familiar con origen catalán en el siglo XVIII, que debió llegar allí siglos atrás desde la zona de Valencia y uno de sus miembros se trasladaba de nuevo a la región valenciana, a Aras de los Olmos, cuya familia distingue como areña el ilustre botánico, no relacionado con el otro Énguera coetáneo con el catalán que se casó con una mujer de Titaguas.
Debemos distinguir esta rama trasladada a Cataluña con descendencia en Aras del linaje del Reino de Murcia, con presencia en Yeste (Albacete), caballeros hijosdalgos de dicha villa con parte de su descendencia en Huéscar (Granada) con apellido evolucionado a Dengra, y del linaje aragonés en Épila (Zaragoza), con casa infanzona en esta otra villa. El otro Énguera que menciona, a su vez, sería de otra rama, de la que no nos detalla nada más en su estudio.
Un posible miembro de este linaje que pasó a Cataluña fue Baltasar Énguera, natural de Falset (Tarragona), y que aparece en la Revista Hidalguía número 157, por haber sido reconocido como Ciudadano Honrado de Barcelona, registrado en Madrid, con fecha 9-7-1677.        
- Archivo Histórico Nacional.
- Nobiliario de Miguel de Salazar.
- Revista Hidalguía, número 230.
- Revista Hidalguía, número 210, apartado de Padrones de Caballeros Hijosdalgo del Corregimiento de Zaragoza.
- Extracto de los expedientes de la Orden de Carlos 3º, 1771-1847, Vicente de Cadenas y Vicent.
- Ángel Canellas López. Fuentes históricas aragonesas, Número 11. Institución Fernando el Católico.
- Simón de Rojas Clemente y Rubio. Historia civil, natural y eclesiástica de Titaguas.
- Revista Hidalguía número 157, Adolfo Barredo de Valenzuela.

## Apellido Dengra francés
El documento Le Nobiliaire Universel (Le nobiliaire universel ou recueil général des généalogies historiques et vérdiques des maisons nobles de l'Europe), publicado en París en 1861 y disponible digitalizado en la biblioteca electrónica de Google y de Internet Archive.org, recoge información sobre genealogía de nobleza en Europa, y en su apartado para el apellido SAINT-ROMAN, hace referencia a Gaspard Dengra, Maferso Dengra y Antoine Dengra, en el contexto de la firma de un documento nobiliario del año 1502 en relación con la familia De Saint-Roman.
Esto revela la presencia en Francia de un apellido Dengra homónimo al español que se formó en Huéscar años más tarde como contracción del topónimo De Énguera, aunque parece que se ha extinguido en la actualidad.  Existen familias con el apellido Dengra en Francia, pero hasta el momento todas ellas se han manifestado descendientes de españoles, incluso tras varias generaciones en el país galo, llevando ya nombres franceses.

## Apellido Dengra de la cultura Sindhi
Existe en la India otro apellido Dengra, homónimo al español, proveniente de la cultura Sindhi del valle del Indo, así como una localidad con este nombre en el distrito Bihar's Gaya de Bombay (India).
- Datos: Q5802652
- Multimedia: Dengra (surname) / Q5802652